# T.J. Sorrentine
Thomas John Sorrentine, detto T.J. (Pawtucket, 29 luglio 1982), è un ex cestista e allenatore di pallacanestro statunitense.